# Ben Ubbink
Johan Bernard (Ben) Ubbink (Doesburg, 22 mei 1921 - Vlissingen, 31 maart 1993) was Engelandvaarder. Na zijn eindexamen HBS werd hij luitenant bij de marine. Van oktober 1940 tot maart 1941 voer Ubbink bij de Nederlandse Koopvaardij. 

## Oorlogsjaren
Ubbink verliet Nederland op 14 maart 1941 en kwam via Lissabon op 1 oktober in Engeland aan. Daar werd hij onder de naam Bernhard Udema door de SOE getraind. Bij de Nederlandse afdeling heette hij Frans van der Halen. 
In de nacht van 30 november op 1 december 1942 vertrokken Ubbink en Herman Overes met een bommenwerper naar Nederland. Ze werden bij Leersum geparachuteerd, samen met zes containers en twee radiosets. Het ontvangstcomité werkte echter voor de Sicherheitsdienst (SD). Ze waren slachtoffer geworden van het Englandspiel. Ubbink en Overes werden in Den Haag door de SD ondervraagd. Daarbij bleek dat de Duitsers van alles op de hoogte waren. Op 4 december 1942 werd Ubbink naar Kamp Haaren gebracht. Tien weken later werd Overes zijn celgenoot. 
Op 31 augustus is Ubbink met Pieter Dourlein ontsnapt. Ze liepen naar Tilburg, waar een priester hen in contact bracht met Van Bilsen, een voormalig politiechef die in het verzet zat. Via een geheime zender lieten ze Engeland weten wat er gebeurd was. Ubbink en Dourlein gingen via Zwitserland naar Spanje en vlogen van daar op 1 februari 1944 naar Engeland. Na aankomst werden zij verhoord en aanvankelijk zelfs vastgezet op verdenking van contraspionage. 

## Na de oorlog
Toen Beatrix op 30 april 1980 als koningin werd ingehuldigd was Ubbink een van de vier verzetsmensen die op mochten treden als herauten en koningen van wapenen. De anderen waren Erik Hazelhoff Roelfzema, Liepke Scheepstra en Maria Suzanna Willinge-Sligcher (1902-1989).

## Onderscheidingen

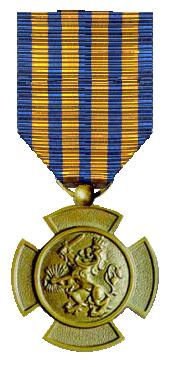
Bronzen Leeuw
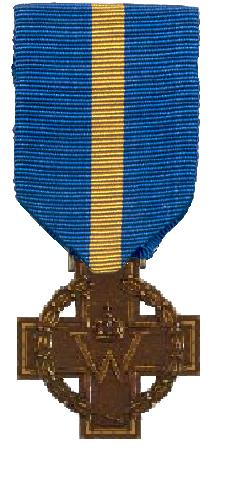
Kruis van Verdienste
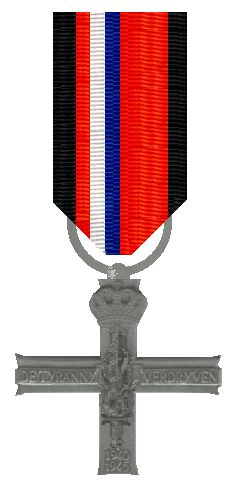
Verzetsherdenkingskruis

- Bronzen Leeuw, 1951, uitgereikt door Prins Bernhard in Durban in september 1954
- Kruis van Verdienste, KB nr 2 van 2 september 1942
- Verzetsherdenkingskruis